# На Газиместану
На Газиместану је родољубива лирска песма Милана Ракића.

## Инспирација
Пре Првог балканског рата, Милан Ракић је био конзул у Приштини, која је тада припадала Турској. Обилазећи српске манастире и светиње на Косову, добио је инспирацију да напише неколико родољубивих песама. Тада су настале песме Симонида и Јефимија. Након посете Газиместану (место где се одиграо главни догађај у Косовској бици), написао је песму На Газиместану.

## Анализа песме
Песма На Газиместану је састављена од две тематске целине.
Прва тематска целина се односи на славну српску прошлост. Прве три строфе говоре о песниковој визији Косовског боја. За њега су ратници „силни оклопници без мане и страха“, a сама Косовска битка „облак праха, крвава трка и олуја“. Песник види Косово поље након битке као „непрегледну јаму и костурницу страшну“ (хипербола). Диви се косовским јунацима који су се свесно жртвовали за своју отаџбину.
Други део песме говори o песниковом добу, о томе како старије генерације замерају млађим генерацијама да су изгубиле родољубиво осећање и да су потпале под утицај запада, заборављајући на славну прошлост свог народа. Песник истиче своју љубав према отаџбини и спремност да се свесно жртвује за њу уколико то буде потребно.
Песма је испевана у дванаестерцу. У неким стиховима је заступљена паралелна рима, а у неким укрштена.